# Parathelphusa convexa
Parathelphusa convexa is een krabbensoort uit de familie van de Gecarcinucidae. De wetenschappelijke naam van de soort is voor het eerst geldig gepubliceerd in 1879 door de Man.